# José María Romillo Romillo
José María Romillo y Romillo (Madrid, 1874-Madrid, después de 1935) fue un rico propietario y agente de bolsa de Madrid. Salió en las crónicas por haber sido el amante de Vicenta Verdier, la víctima del famoso y sangriento crimen conocido como de la calle de Tudescos, del que nunca se hallaron culpables.

## Familia de sus padres
José María Romillo y Romillo era hijo de Emeterio Romillo Cano, comerciante, con almacén de tejidos en calle Preciados, 50, Madrid, que fue secretario en 1882 y bibliotecario en 1883 del Círculo de la Unión Mercantil e Industrial de Madrid, fallecido en Madrid en 7 de junio de 1889. Su madre era Teresa Romillo Arena, hija de José Damaso Romillo Ortiz y de Gregoria María de la Arena. Teresa falleció el 14 de abril de 1874 muy probablemente al nacer su único hijo, José María.

## Biografía
José María quedó entonces huérfano de madre al nacer y de padre a los quince años de edad, en 1889. Fue criado por la madrastra Petra Romillo y Ruiz, segunda esposa de su padre, la que ya viuda de Emeterio murió el 17 de enero de 1895 en Madrid. 
José María tenía un tío, hermano de su padre, Victoriano Romillo Cano, que falleció suicida el 1 de enero de 1887 y tres años después falleció también su viuda Rafaela Mira y Rico sin tener descendencia. Los hermanos de Rafaela, Tomás y Gonzalo Mira y Rico reclamaron la herencia. Otros tíos por parte de padre eranː Pablo, Joachim, Domingo y Juana Romillo y Cano con los que no resulta haber tenido relación alguna.
En el mismo año 1895 falleció su tío político Teodoro Sainz Rueda, viudo de Francisca Romillo Arena hermana de su madre Teresa.
Los únicos parientes que le quedaban eran sus primos Eugenio y Teodoro Sainz Romillo, hijos de Teodoro Sainz Rueda y de Francisca Romillo Arena, hermana de su madre Teresa. Los hermanos Sáinz Romillo tenían un almacén de papel en la plaza del Callao, 6, en Madrid, cercana a la calle Jacometrezo, 62, donde habitaban los Sainz Romillo.
Fue en esta época, en torno a 1892, cuando el joven José María, de 18 años de edad, empezó  la relación con una joven criada de veintidós años de nombre Vicenta Verdier, acaso conocida en casa de sus padres o de conocidos. No está claro si Vicenta, al llegar a Madrid desde su pueblo natal, Epila, en la provincia de Zaragoza, se casó con un tal Manuel Novillo.
José María, encontrándose solo en el mundo a los veintiún años de edad y único heredero de su rica familia, se relacionó con esta joven pero sin casarse con ella debido a su baja condición social.
Hacia 1900, José María, a los 26 años de edad, casó con María de Gracia Polo López de Azcutia, una joven de la buena burguesía madrileña y de su misma condición social, nieta del jurista, escritor y teniente fiscal Manuel López de Azcutia y de Tomás Linacero, que fue alcalde de Madrid.
El matrimonio no impidió a José María continuar esta relación y por tanto alquiló para ella un piso en la calle de  Pozas en Madrid. 
Unos años más tarde, hacia 1904, trasladó a la amante a la calle de Tudescos, 15, cerca de la calle de Jacometrezo, donde habitaban los Sainz Romillo, y cerca de la plaza del Callao, 6, donde sus primos tenían la papelería. 
José María pasaba a la amante 250 pesetas mensuales para su mantenimiento, lo mismo que obtenía únicamente con el alquiler de un piso de su propiedad en la calle de Serrano, número 27, en el que había residido Rubén Darío.
En el mismo año 1904, el 26 de octubre, nació su hijo José María y puede haber sido este el motivo de trasladar a la amante más cerca de donde él habitaba para dar celos a su esposa María de Gracia.[cita requerida]
El matrimonio tuvo otro hijo, Manuel, fallecido en 1935.
La esposa de José María se encontró en la calle varias veces con Vicenta Verdier, la amante de su marido, hasta espiarla desde una tienda en la misma calle de Tudescos, donde pasó en su carroza el mismo día en que Vicenta fue degollada, el 13 de junio de 1907.
El matrimonio Romillo fue investigado; María de Gracia Polo López de Azcutia pasó una noche en la prisión, pero fue prontamente liberada. José María fue objeto de un chantaje por parte de dos policías que fueron prontamente destituidos de sus cargos.
El periodista César González Ruano, que le conoció personalmente, lo describe en 1929 como un hombre corpulento, con sombrero hongo y barba, arruinado ya, vencido, sin haber renunciado a su alegría y a su aspecto de gran señor. 
A pesar de esto la vida de José María siguió, entre un baile o un teatro y una exposición de caballos de raza andaluza, pero de él no se sabe cuándo y dónde falleció.

## Fallecimientos
María Gracia Polo de Azcutia, falleció viuda y sola en 1944.
Manuel Romillo Polo (Madrid, 19??-Madrid, 1935) abogado y soltero falleció en Madrid el 24 de agosto de 1935. 
José María Romillo Polo (26 de octubre de 1904-19??), teniente de artillería, en octubre de 1936 fue condenado a tres años de prisión militar por la rebelión de Vicálvaro, Madrid. Probablemente falleció entre 1937 y el inicio de 1944.
De José María Romillo y Romillo se desconoce la fecha de su fallecimiento, únicamente se sabe que en 1935 estaba todavía con vida como testimonia la esquela de su hijo Manuel publicada en el ABC del 28 de agosto de 1935.